# Paralastor katherinensis
Paralastor katherinensis är en stekelart som beskrevs av Borsato 2003. Paralastor katherinensis ingår i släktet Paralastor och familjen Eumenidae. Inga underarter finns listade i Catalogue of Life.